# Санту-Эшпириту
Санту-Эшпириту (порт. Santo Espírito)  —  населённый пункт и район в Португалии,  входит в округ Азорские острова. Расположен на острове Санта-Мария. Является составной частью муниципалитета  Вила-ду-Порту. Население составляет 723 человека на 2001 год. Занимает площадь 26,65 км².
Покровителем района считается Дева Мария (порт. Nossa Senhora da Luz).